# Oberes Selketal
Koordinaten: 51° 40′ 30″ N, 11° 10′ 32″ O

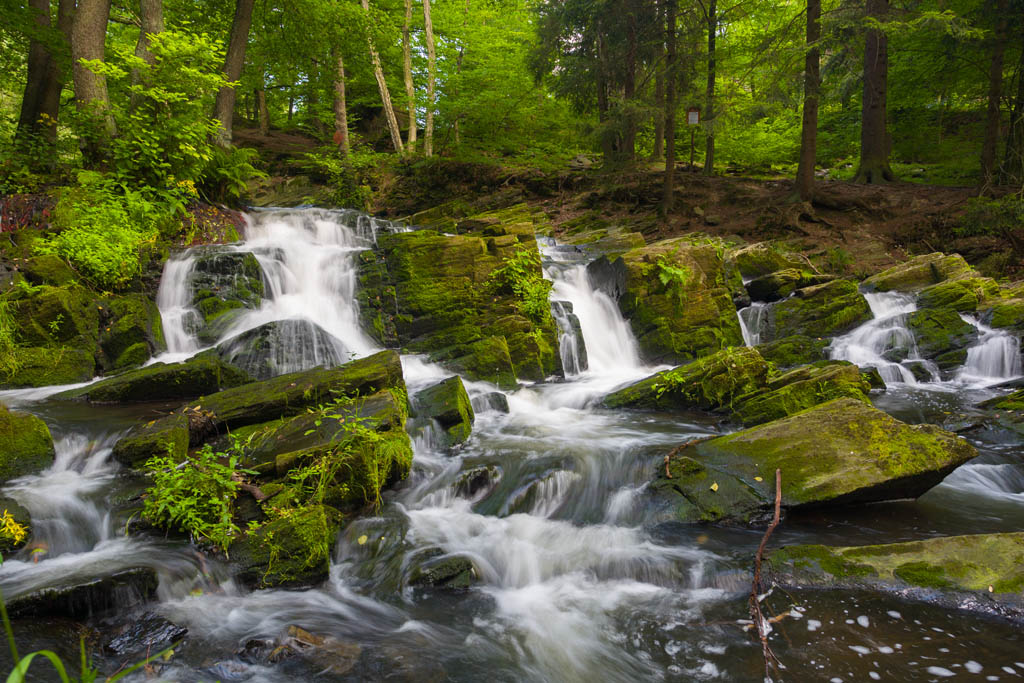
Selke bei Alexisbad

Das Obere Selketal ist ein Naturschutzgebiet in den Städten Ballenstedt, Falkenstein/Harz, Harzgerode, Oberharz am Brocken, Quedlinburg und Thale im Landkreis Harz in Sachsen-Anhalt.
Das Naturschutzgebiet mit dem Kennzeichen NSG 0178 ist rund 1611 Hektar groß. Es grenzt im Westen streckenweise an das Naturschutzgebiet „Albrechtshaus“, im Osten an das Naturschutzgebiet „Selketal“. Bis auf einen kleinen, landwirtschaftlich genutzten Bereich nördlich von Harzgerode ist das Naturschutzgebiet vollständig Bestandteil des rund 4522 Hektar großen FFH-Gebietes „Selketal und Bergwiesen bei Stiege“. Der nördlich und nordöstlich von Harzgerode liegende Bereich des Naturschutzgebietes ist, ebenfalls mit Ausnahme des landwirtschaftlich genutzten Bereichs, gleichzeitig Bestandteil des EU-Vogelschutzgebietes „Nordöstlicher Unterharz“. Das Naturschutzgebiet ist fast vollständig vom Landschaftsschutzgebiet „Harz und Vorländer“ umgeben. Das Gebiet steht seit 1998 unter Schutz (Datum der Verordnung: 26. März 1998). Zuständige untere Naturschutzbehörde ist der Landkreis Harz.
Das Naturschutzgebiet erstreckt sich innerhalb des Naturparks Harz/Sachsen-Anhalt entlang der Selke vom Quellgebiet südöstlich von Stiege bis zur Gemeindegrenze zur Stadt Falkenstein/Harz und schließt einen rund 28 Hektar großen Bereich im Ortsteil Pansfelde der Stadt Falkenstein/Harz ein. Das Naturschutzgebiet umfasst das Quellgebiet der Selke, die Selke und deren Uferbereiche sowie die Unterhänge der angrenzenden Berge und nördlich bzw. nordöstlich von Harzgerode auch größere Bereiche der das Selketal umgebenden Gebirgslandschaft mit den Plateauflächen der Berge. Des Weiteren sind dreizehn Nebentäler in das Schutzgebiet eingezogen, nämlich die Täler Mordtal, Elbingstal unterhalb der Bundesstraße 242, Großes und Kleines Kämpental, Limbachtal, Westerbachtal, Kaulwiese, Agezucht, Eisenwäsche, Uhlenbachtal unterhalb der Bundesstraße 242, Friedenstal, Krebsbachtal mit Jagdhaus- und Brettenbachtal, Teufelstal unterhalb der Bundesstraße 185 (ohne Teufelsteich) und Schiebeckstal unterhalb der Kreisstraße 2344. In Güntersberge, Straßberg und Silberhütte ist das Naturschutzgebiet unterbrochen.
Große Teile des Naturschutzgebietes werden von naturnahen Waldgesellschaften mit hohem Alt- und Totholzanteil geprägt. So sind Schlucht- und Hangmischwälder, Labkraut-Eichen-Hainbuchenwälder, Hainsimsen- und Waldmeister-Buchenwälder sowie entlang der Fließgewässer Erlen-Eschenwälder und Moorbirkenwald auf Niedermoorböden im Quellgebiet der Selke zu finden. Etwa 25 Hektar der Wälder im Naturschutzgebiet sind als Totalreservat ausgewiesen und ihrer natürlichen Entwicklung überlassen. Große Teile der Talaue der Selke werden von Grünland geprägt, die vielfach nur extensiv genutzt werden. So sind Pfeifengras-Nasswiesen und Borstgrasrasen zu finden.
Das Naturschutzgebiet ist Lebensraum der Wildkatze. Weiterhin kommen verschiedene Vögel vor, darunter Mittelspecht,
Schwarzstorch, Wasseramsel und Eisvogel. Das Selketal ist ebenfalls Lebensraum des Mauerseglers mit der größten bekannten baumbrütenden Mauerseglerpopulation in Deutschland. Fledermäuse sind u. a. mit Mausohr, Kleinem Abendsegler und Bechsteinfledermaus, Amphibien mit Feuersalamander, Bergmolch und Fadenmolch, Libellen mit Blauflügelprachtlibelle und Zweigestreifter Quelljungfer und Schmetterlinge mit Großem Schillerfalter und Skabiosenscheckenfalter vertreten. Die Selke und die in sie mündenden Bäche als der oberen und mittleren Forellenregion zugehörig sind Lebensraum für Groppe, Elritze, Bachschmerle und Bachneunauge.
Das Naturschutzgebiet wird von mehreren Straßen durchquert. Die Bundesstraße 185 durchquert das Naturschutzgebiet zwischen Mägdesprung und Alexisbad. Die Bundesstraße 242 quert das Schutzgebiet bei Alexisbad und tangiert es bei Güntersberge. Die Landesstraße 234 tangiert bzw. quert das Naturschutzgebiet südlich von Alexisbad, bei Silberhütte und bei Straßberg, die Landesstraße 235 bei und in Mägdesprung sowie die Landesstraße 236 bei Friedrichshöhe. Die Kreisstraße 2344 tangiert das Schutzgebiet östlich von Harzgerode und die Kreisstraße 2363 verläuft zwischen Mägdesprung und Selkemühle zu einem großen Teil durch das Naturschutzgebiet. Daneben verlaufen zahlreiche Wald- und Wirtschaftswege sowie Wanderwege durch das Schutzgebiet, so ein Teil des Selketalstiegs. Schließlich verläuft die Selketalbahn durch das Naturschutzgebiet.